# 徐文光
徐文光（1968年10月—），男，汉族，浙江诸暨人。1990年8月参加工作，1989年1月加入中国共产党。
曾任衢州市人民政府市长、中共衢州市委书记等职；现任中共浙江省委常委、浙江省人民政府常务副省长。

## 生平
1990年毕业于绍兴高等专科学校管理系秘书专业。
1996年4月，任诸暨市物价局副局长。1998年1月，任诸暨市枫桥镇镇长。
2002年11月，任上虞市代市长。2003年3月，任上虞市市长。2006年7月，任富阳市代市长。2006年12月，任中共富阳市委书记。
2012年4月，任杭州市人民政府副市长。2014年4月，任中共杭州市委常委、中共余杭区委书记。
2016年12月，任衢州市代市长（2017年1月正式当选市长）。2018年2月，任中共衢州市委书记。
2018年2月，当选为第十三届全国人大代表。
2021年5月，任浙江省人民政府副省长。2022年6月，任中共浙江省委常委。同年7月，兼任浙江省人民政府常务副省长。